# Yokohama Flügels
Yokohama Flügels (jap. 横浜フリューゲルス Yokohama Furyūgerusu) – japoński klub piłkarski z siedzibą w Jokohamie.

## Historia
All Nippon Airways FC (ANA FC) został założony w 1964 roku w Jokohamie i reprezentował firmę All Nippon Airways. Przez pewien czas była zapowiadana zmiana nazwy na Yokohama TriStar SC, ale przez skandal Lockheed zatrzymał własną nazwę.
W 1980 roku zespół uzyskał promocję do Japan Soccer League z regionalnej Kanto Football League.
Klub szybko wywalczył promocję do JSL Div. 2 w 1984 i od razu zaliczył kolejny awans do JSL Div. 1, jako wicemistrz. Pomimo faktu, że spadł z pierwszej ligi w 1985, to w 1988 ponownie awansował i nigdy już nie opuścił pierwszej ligi, aż do swojego rozwiązania.
W 1992 klub zmienił nazwę na Yokohama Flügels, która pochodzi od niemieckiego słowa Flügel, co oznacza skrzydło lub skrzydła. Przez pewien czas klub był zapowiadany jako AS Flügels z inicjałami zarówno sponsorów, ANA i Sato Labs, jak i skrótowców włoskich i francuskich „Asocjacji Sportowej” (Associazione Sportiva lub Association Sportive).
Chociaż nigdy nie wygrał mistrzostwa Japonii w lidze amatorskiej JSL lub zawodowej J. League, był jednym z najlepszych klubów w okresie od końca lat 80. ub. w., do swojego ostatniego meczu. Klub zdobył kilka trofeów w kraju i za granicą, w tym Puchar Cesarza, Puchar Zdobywców Pucharów Azji i Azjatycki Super Puchar.
W 1998 jeden ze sponsorów – Sato Labs – poinformował o zaprzestaniu swojego wsparcia finansowego klubu. Inny główny sponsor ANA spotkał się z Nissan Motors, głównym sponsorem rywala zza miedzy Yokohama Marinos, i zapowiedział, że oba kluby z Jokohamy zostaną połączone. Kibice od początku byli negatywnie nastawieni do fuzji z największym rywalem. Chociaż litera „F” została dodana do nazwy nowego klubu Yokohama F. Marinos, co miało symbolizować połączenie dwóch klubów, to kibice Flügels odrzucili fuzję i odwrócili się od nowego klubu. Wskutek tego, na wzorzec modelu właścicielskiego socios używanego przez hiszpańskie kluby, założyli nowy klub Yokohama FC – pierwszy japoński profesjonalny klub piłkarski, który jest własnością i zarządzany przez jego kibiców.

## Sukcesy

### Trofea krajowe
| \| \| Zdobyte trofea w rozgrywkach Japonii (stan na: 30-04-2021) \| |                                                            |      |            |
| Rozgrywki                                                           | Osiągnięcie                                                | Razy | Sezon(y)   |
| Mistrzostwo                                                         | I miejsce                                                  | 0    |            |
| Mistrzostwo                                                         | II miejsce                                                 | 0    |            |
| Mistrzostwo                                                         | III miejsce                                                | 1    | 1996       |
| Puchar                                                              | zdobywca                                                   | 2    | 1993, 1998 |
| Puchar                                                              | finalista                                                  | 1    | 1997       |
| II liga                                                             | I miejsce                                                  | 1    | 1988       |
| II liga                                                             | II miejsce                                                 | 1    | 1984       |
| II liga                                                             | III miejsce                                                | 0    |            |
| Japonia                                                             | Zdobyte trofea w rozgrywkach Japonii (stan na: 30-04-2021) |      |            |

- Puchar Cesarza
  - zdobywca: 1993, 1998
  - finalista: 1997
- Regional Promotion Series
  - mistrz: 1983

### Trofea międzynarodowe
- Azjatycki Puchar Zdobywców Pucharów w piłce nożnej
  - zdobywca: 1994/95
- Azjatycki Super Puchar
  - zdobywca: 1994/95

## Stadion
Klub rozgrywał swoje mecze domowe na stadionie Mitsuzawa Stadium w Jokohamie, który może pomieścić 15 046 widzów.